# Christian Magnus Falsen
 Der er flere personer med dette navn, se Christian Magnus de Falsen.
Christian Magnus (de) Falsen (født 14. september 1782 i Oslo, død 13. januar 1830 i Kristiania) var en norsk højesterets-justitiarius, politiker og forfatter, bror til Carl Valentin Falsen og Jørgen Conrad de Falsen. Han regnes for faderen til Norges grundlov.

## Baggrund og uddannelse
Han var søn af Enevold de Falsen. Omhyggelig forberedt blev han student med udmærkelse i 1798 og tog i 1802 juridisk eksamen. I fem år fungerede han som prokurator ved Akershus Stiftsoverret, flyttede derpå til København og blev i 1807 advokat ved den dansk-norske Højesteret. Efter Københavns bombardement drog han tilbage til Norge. På ansøgning af faderen, der påberåbte sig sin egen lange tjeneste, blev han i 1808, 26 år gammel, sorenskriver i Follo. I denne stilling tilbragte han på sin ejendomsgård Vollebæk i Ås seks år, uden tvivl de lykkeligste i hans liv, indtil året 1814 kaldte ham til deltagelse i det politiske liv, som da tog sin begyndelse i Norge. Medens hans broder, byskriver Carl Valentin Falsen, senere stiftamtmand i Christianssand, i Throndhjem satte sig i spidsen for en adresse til prins Christian Frederik, hvori udtaltes ønske om en konstitution, var Christian Magnus Falsen og lektor Johan Gunder Adler allerede i de første dage af februar beskæftigede med at udarbejde udkast til en sådan. 17. marts blev Falsen valgt til medlem af Rigsforsamlingen for Akershus Amt.

## 1814
Først efter dette valg kom han i personlig berøring med Christian Frederik, som tidligere havde været ugunstigt stemt mod ham ligesom mod broderen, men nu modtog ham nådigt og bad ham indsende sit konstitutionsudkast, hvilket også skete. Hvilken andel hver af forfatterne har haft i det fælles værk, kan ikke med bestemthed afgøres, men Adlers andel må i alt fald antages at have været betydeligere, end enkelte forfattere have villet indrømme. Prinsen skrev 3. april i sin dagbog, at udkastet i visse henseender behagede ham meget, og at han fandt magten godt fordelt mellem kongen og folkerepræsentationen. De anmærkninger, prinsen havde gjort ved enkeltheder, meddeltes forfatterne, og udkastet underkastedes en bearbejdelse, forinden det blev trykt. I den 10. april sammentrædende rigsforsamling spillede Falsen en rolle, der sikrer ham, frem for noget andet medlem, æren og ansvaret for dens værk. Medens han nogle uger i forvejen skal have bekendt en ganske anden politisk tro, blev han på Ejdsvold straks leder af majoriteten, det såkaldte selvstændighedsparti, og som sådan fra første øjeblik den mægtigste mand i forsamlingen. Som formand i konstitutionskomiteen ledede Falsen de forberedende forhandlinger om grundloven, hvorved hans og Adlers forslag var et meget nyttigt og stadig benyttet grundlag, som han nødig fraveg. Hans optræden på Ejdsvold vakte i høj grad modpartiets uvilje. "Ubehageligt var hans Væsen," skriver den sindige Jacob Aall i sin dagbog, "haard og stødende hans Tale, mørk og barsk hans Mine i Forsamlingen." Her skal forøvrigt kun nævnes, at han under forhandlingerne om adelen frasagde sig sit adelskab. Straks efter rigsforsamlingens slutning udsendte falsen et lidet skrift, hvis hensigt fremgår af dets titel: Hvad har Norge at haabe, hvad har det at frygte af en Forbindelse med Sverige, og under hvilken Betingelse kan denne Forbindelse ene være ønskelig? Forfatterens svar, der viser, at han hørte til de i Christian Frederiks planer indviede, gik ud på, at det svenske folk kun behøvede at vælge denne til tronfølger, så var foreningen opnået, da Norge i så fald ikke behøvede at frygte for sine rettigheder og sin frihed.

## Efter Sveriges erobring af Norge
De påfølgende krigsbegivenheder fulgte Falsen med glødende harme, og under forhandlingerne om Mosskonventionen, hvori han deltog som tilkaldt medlem af statsrådet, fattede han sin beslutning. Han søgte og fik Nordre Bergenhus Amtmandsembede, som han allerede 21. oktober overtog. At han hørte til de embedsmænd, som gjorde vanskeligheder ved at aflægge embedseden i den af den nye regering foreskrevne form, måtte naturligvis styrke statholderen grev Hans Henric von Essen i hans forestilling, at Falsen var "dansksindet". I januar 1815 udsendte han to småskrifter, hvoraf det ene, Norges odelsret, med Hensyn paa Rigets Konstitution, giver et indblik i hans politiske tankegang. Han erklærer sig for en discipel af Tyge Rothe og anser landets nye forfatning i det væsentlige overensstemmende med den, som Håkon Adelstensfostre gav, og som i århundreder sikrede nordmændene menneskeret og borgerlig frihed. Odelsretten, der altid havde været den norske friheds sande palladium, anså han fremdeles som grundvolden for Norges hele konstitution og som betingelse for dennes varighed i fremtiden. Magten burde være hos odelsmændene og grundejerne; at embedsmændene som sådanne havde fået stemmeret, var principstridigt, om end hensigtsmæssigt; lejlændingerne havde man på grund af deres talrighed ikke kunnet udelukke, men at borgere uden gård og grund havde fået stemmeret, anså han for urigtigt.

## Stortingsmand
Med disse anskuelser mødte han som repræsentant for sit amt på Stortinget i 1815-16, hvor hans kærlighed til odelsbonden snart synes at have tabt sig; i et polemisk skrift fra oktober 1815 indrømmer han, at det ville være meget tjenligt, om de egentlige bønders repræsentationsret indskrænkedes, i det mindste indtil de havde erholdt en grad af oplysning, der gjorde dem skikkede til at sidde i en lovgivende forsamling. Skønt oftere hindret ved sygdom, var han en virksom og indflydelsesrig tingmand, måske den betydeligste efter Christie; men hans tingfærd gav samtiden oftere indtryk af, at han var demagog.
Ved Stortinget i 1818 mødte Falsen atter frem som valgt for Nordre Bergenhus Amt, men blev afvist, fordi han var bosat i Bergens by, uden for sit amt, da det såkaldte bostedsbånd, som Stortingets flertal i 1815 ikke ville gå ind på, nu sejrede. Harmfuld vendte han tilbage til sit amtmandsembede, som han beklædte indtil 1822. Han roses som en rask og driftig embedsmand, men synes stundom at have været alt for rask. I slutningen af 1817 udgav han et for menigmand bestemt skrift om Norges grundlov, som siden voldte ham ubehageligheder. Han udtalte sig her for en sådan grundlovsforandring, at hvert amt skulde vælge mindst en repræsentant af embedsklassen og en af jordbrugsklassen. 1817-21 udgav han sammen med J. Rein og H. Foss Den norske Tilskuer. I 1819 kom statholderen grev Johan August Sandels til Bergen; han fandt behag i Falsen og roste ham for kongen. I september 1820 valgtes han til stortingsmand for Bergens by i stedet for W.F.K. Christie, som ikke ville modtage genvalg. I regeringskredse gjorde man sig forhåbning om, at falsen på det kommende Storting ville føle sig frastødt af de mange mislige elementer og blive en støtte for den gode sag. 
På Stortinget i 1821 søgte Falsen forgæves gennem reglementsforandring at få statsråderne ind i tinget, en forandring, som han allerede i december 1818 havde udtalt sig for, og som han troede ville hæve og løfte det offentlige liv. I adelssagen stillede han – denne gang odelstingsmedlem – straks forslag om gentagelse af den på de to foregående Storting vedtagne lov om adelens ophævelse, men han hørte til dem, som siden gik ind på sagens udsættelse, uden at kunne sætte sin mening igennem. Det endnu vigtigere spørgsmål om opgøret med Danmark behandledes af en komité med Falsen som formand. Tidligere havde han fortolket grundlovens §93 således, at den danske statsgæld skulle være Norge uvedkommende. Langsomt og modstræbende kom han til en modsat erkendelse, men da han havde fået syn for farerne ved at nægte gælden, stillede han sig frygtløst i spidsen for dem, som kæmpede for og drev igennem anerkendelse af overenskomsten med Danmark. Falsen fremsatte en del grundlovsforslag, der sammen med hans holdning for øvrigt opfattedes som vidnesbyrd om et stort politisk frafald. Forslagene sigtede blandt andet til statsrådernes deltagelse i Stortingets forhandlinger og lagtingets omdannelse til en mere selvstændig afdeling af nationalforsamlingen, der skulle fremgå af dobbelt indirekte valg; bønderne ville han have aldeles udelukkede af lagtinget. I forbindelse med de på samme ting fremsatte kongelige grundlovspropositioner ville falsens forslag have bevirket en indgribende forandring i forfatningen. Under den navnlig i anledning af statsgældssagen stærkt ophidsede stemning rejste sig i maj 1821 mod ham en af de voldsomme forfølgelser, der karakteriserer det norske demokrati. Den måde, hvorpå "grundlovens fader" behandledes, gjorde et stærkt indtryk på samtiden. "Aldrig er nogen Mand," siger J.H. Vogt, "bleven mere rasende forfulgt og tilhutlet i Tale og Skrift; ikke Én gaves der, som vilde forsvare ham, eller som kunde gjøre det uden Fare for, at Angrebet blev endnu hadskere." Falsens upopularitet nåede sit højdepunkt, da han 4. maj 1822 kaldtes til at overtage det nye generalprokurørembede. 

## Embedsmandsliv
Af Stortinget i 1824 blev han, som nu var bosat i Christiania, ikke medlem. Gennem pressen søgte han at virke for sine egne og for kongens grundlovsforslag. Ligesom han i sine forslag åbent havde vedkendt sig sine ringe tanker om bønderne som nationalrepræsentanter, således omtalte han overalt med hån og bitterhed den grundlovs ufuldkommenheder, han selv havde været med at istandbringe. Stortinget forkastede enstemmigt forslagene; det androg også om ophævelse af generalprokurørembedet. Stillingen blev Falsen utålelig, og han søgte og fik (5. maj 1825) det efter Christie ledige Bergens Stiftamtmandsembede. Under al denne opslidende kamp havde han udgivet en Norges Historie til 1319 (fire bind, Christiania 1823-24), der tiltalte samtiden, men er uden videnskabelig betydning.
Falsens liv var fra denne tid kun et embedsmandsliv. I to et halvt år var han stiftamtmand i Bergen og amtmand i Søndre Bergenhus Amt. 18. december 1827 blev han justitiarius i Højesteret uden at være indstillet af regeringen, som frygtede hans lidenskabelighed. Hans kraft var imidlertid brudt, og 13. januar 1830 døde han, kun lidt over 47 år gammel.

## Ægteskaber
Han blev to gange gift, 1804 med Anna Birgitte Munch (1786-1810), datter af sorenskriver B.F. Munch, og 1811 med Elisabet Severine født Bøckmann (1782-1848), enke efter købmand i Drøbak Brede Stoltenberg; hun fik af Stortinget i 1845 en pension af 180 speciedaler. En mindestøtte for Falsen blev i 1864 rejst på Vollebæk, der blev lagt under Ås Landbrugsskolegård, på det sted, hvor Falsens bolig stod.

## Vurdering af Falsen
Det er som politiker, Falsens navn vil blive bevaret i Norges historie. Imponerende af ydre, med urokkelig selvtillid, lidenskabelig og frygtløs, altid arbejdsom og stadig slagfærdig, med talent for mundtlig og skriftlig fremstilling, men uden grundighed og dybde, var han vel udrustet for den politiske tjeneste. Da øjeblikket kom, stod han færdig og blev hovedmanden for et stort værk. Begejstret for sit lands oldtid og den norske odelsbonde, som litteraturen i et halvt århundrede havde forherliget, blev han det norske demokratis fader. Hans ideal bestod ikke virkelighedens prøve, og det norske forfatningslivs første år var ham som mange andre til skuffelse og sorg. Rask til at tage parti kunne han også hurtig skifte mening, men altid uden personlig beregning. Han begyndte som almægtig partifører og endte i ensomhed og afmagt. Da han ville rette på, hvad der var gjort i 1814, knustes han af demokratiet; men hans modstandere fra 1814, der havde set hans karakters skyggesider formildes, ydede hans uforfærdede patriotisme i 1821 sin anerkendelse.

## Falsens hovedværker
- Hvad har Norge at haabe, hvad har det at frygte af en Forbindelse med Sverrig, og under hvilken Betingelse kan denne Forening ene være ønskelig?, 1814.
- Udkast til en Constitution for Kongeriget Norge (sammen med J.G. Adler), 1814 (først trykt i Journal for Rigsforfatning, Lovgivning og Politie, bd. 1, hf. 2, 1814)
- Bemærkninger over Skriftet: «En sandfærdig Beretning om Danmarks politiske Forbrydelser imod Kongeriget Norge [etc.]», 1817.
- Norges Grundlov, gjennemgaaet i Spørgsmaal og Svar, 1817.
- Norges Historie under Kong Harald Haarfager og hans mandlige Descendenter, 4 bd., 1823–24.

## Erindringen om Eidsvollmanden Falsen
Falsen var afbildet på den norske tusindkroneseddel fra 1990 til 2001.
På Falsens grav på Gamlebyen gravlund i Oslo er det rejst et stort monument, som bekranses under tale og musik hver 17. maj. 
Også i Ås, på det sted hvor gården Vollebekk lå, er det rejst en mindestøtte over eidsvollsmanden, sorenskriver i Follo, Christian Magnus Falsen. Falsenstøtten, som den kaldes, står i parken ved Norges miljø- og biovitenskapelige universitet (NMBU) i Ås vest for Tårnbygningen. Den blev afsløret den 14. september 1864 på Falsens fødselsdag og som markering af 50-årsjubilæet for Norges grundlov. Der er tradition for, at Falsenstøtten er et samlingspunkt på 17. maj. Falsenstøtten er tegnet af Wilhelm von Hanno.
- Christian Magnus Falsens mindesmærke på Gamlebyen gravlund i Oslo. 
Foto: C. Hill, 2012
- Falsenstøtten står i parken ved Universitetet for miljø- og biovitenskap i Ås. Inskriptionen lyder: "Til Minde om CHRISTIAN MAGNUS FALSEN og den Gjerning han paa dette Sted, hvor hans Arne engang stod, udførte for Fædrelandet."
- "Enig og tro til Dovre falder", Patriotisk postkort til grundlovsjubilæet 1914 med eidsvollseden "Enige og tro inntil Dovre faller" og eidsvollmændene Christian Magnus Falsen og W.F.K. Christie og den danske arveprins Christian Frederik.
Foto: Nasjonalbiblioteket

I Follo tingrett står busten "Christian Magnus Falsen" udført af kunstneren Reidar Finsrud. Den blev afsløret mandag den 24. november 2008 under 200-årsjubilæet for udnævnelsen af Falsen til sorenskriver i Follo tingrett.